# Archegoniatae
De Archegoniatae vormen in het Wettstein-systeem voor de classificatie van het plantenrijk een afdeling binnen de Cormophyta. Deze afdeling omvatte de mossen en de varens. 

## Gebruik van de naam
De naam Archegoniatae wordt niet meer gebruikt, hoogstens als beschrijvende term archegoniaten, voor als aanduiding voor de duidelijke aanwezigheid van archegonia bij soorten mer een vrijlevende gametofyt, zoals de levermossen, bladmossen, hauwmossen en varens.
| Historische namen van verschillende groepen in het "Plantenrijk" | Historische namen van verschillende groepen in het "Plantenrijk" | Historische namen van verschillende groepen in het "Plantenrijk" | Historische namen van verschillende groepen in het "Plantenrijk" | Historische namen van verschillende groepen in het "Plantenrijk" | Historische namen van verschillende groepen in het "Plantenrijk" |
| ---------------------------------------------------------------- | ---------------------------------------------------------------- | ---------------------------------------------------------------- | ---------------------------------------------------------------- | ---------------------------------------------------------------- | ---------------------------------------------------------------- |
| Thallophyta, lagere planten Arrhizophyta                         | Cryptogamae sporenplanten                                        | Prokaryoten, Protophytae, Schizophyta, Monera                    | Prokaryoten, Protophytae, Schizophyta, Monera                    | Bacteria                                                         | Bacteria                                                         |
| Thallophyta, lagere planten Arrhizophyta                         | Cryptogamae sporenplanten                                        | Prokaryoten, Protophytae, Schizophyta, Monera                    | Prokaryoten, Protophytae, Schizophyta, Monera                    | Algen s.l.                                                       | Cyanophyta                                                       |
| Thallophyta, lagere planten Arrhizophyta                         | Cryptogamae sporenplanten                                        | thallofyten zonder archegonia                                    | thallofyten zonder archegonia                                    | Algen s.l.                                                       | Algae s.s.                                                       |
| Thallophyta, lagere planten Arrhizophyta                         | Cryptogamae sporenplanten                                        | thallofyten zonder archegonia                                    | thallofyten zonder archegonia                                    | Fungi, schimmels                                                 |                                                                  |
| Thallophyta, lagere planten Arrhizophyta                         | Cryptogamae sporenplanten                                        | thallofyten zonder archegonia                                    | thallofyten zonder archegonia                                    | appendix: Lichenes                                               |                                                                  |
| Thallophyta, lagere planten Arrhizophyta                         | Cryptogamae sporenplanten                                        | Cormophyta Embryophyta Plantae (s.s.)                            | Archegoniatae                                                    | Bryophyta s.l. Astelocormophyta                                  | Hepaticae                                                        |
| Thallophyta, lagere planten Arrhizophyta                         | Cryptogamae sporenplanten                                        | Cormophyta Embryophyta Plantae (s.s.)                            | Archegoniatae                                                    | Bryophyta s.l. Astelocormophyta                                  | Musci                                                            |
| Thallophyta, lagere planten Arrhizophyta                         | Cryptogamae sporenplanten                                        | Cormophyta Embryophyta Plantae (s.s.)                            | Archegoniatae                                                    | Bryophyta s.l. Astelocormophyta                                  | Anthocerotae                                                     |
| Tracheophyta hogere planten Rhizophyta Stelocormophyta           | Cryptogamae sporenplanten                                        | Cormophyta Embryophyta Plantae (s.s.)                            | Archegoniatae                                                    | Vaatcryptogamen Pterophyta, varens                               | Lycophyta                                                        |
| Tracheophyta hogere planten Rhizophyta Stelocormophyta           | Cryptogamae sporenplanten                                        | Cormophyta Embryophyta Plantae (s.s.)                            | Archegoniatae                                                    | Vaatcryptogamen Pterophyta, varens                               | Pteridophyta                                                     |
| Tracheophyta hogere planten Rhizophyta Stelocormophyta           | Phanerogamae, fanerogamen                                        | Cormophyta Embryophyta Plantae (s.s.)                            | Spermatofyta Lignophyta                                          | Gymnospermae                                                     | Gymnospermae                                                     |
| Tracheophyta hogere planten Rhizophyta Stelocormophyta           | Phanerogamae, fanerogamen                                        | Cormophyta Embryophyta Plantae (s.s.)                            | Spermatofyta Lignophyta                                          | Angiospermae Anthophyta                                          | Monocotyledonae                                                  |
| Tracheophyta hogere planten Rhizophyta Stelocormophyta           | Phanerogamae, fanerogamen                                        | Cormophyta Embryophyta Plantae (s.s.)                            | Spermatofyta Lignophyta                                          | Angiospermae Anthophyta                                          | Dicotyledonae                                                    |